# Ouest 230 T E 321 bis E 332
Die Ouest 230 T E 321 bis E 332 des Réseau Breton (RB) sind meterspurige Tenderlokomotiven mit der Achsfolge 2'C (4-6-0T).
Die Maschinen, die in der Lage sind eine Anhängelast von 230 Tonnen in der Ebene mit einer Geschwindigkeit von 55 Kilometern in der Stunde zu ziehen, waren nach ihrer Ablieferung in den Jahren 1904 und 1909 auf dem Streckennetz des Réseau Breton im Einsatz. Im planmässigen Dienst waren sie bis 1967, als ihre Stammstrecken auf Normalspur umgespurt beziehungsweise auf Autobusbetrieb umgestellt wurden.

## Geschichte

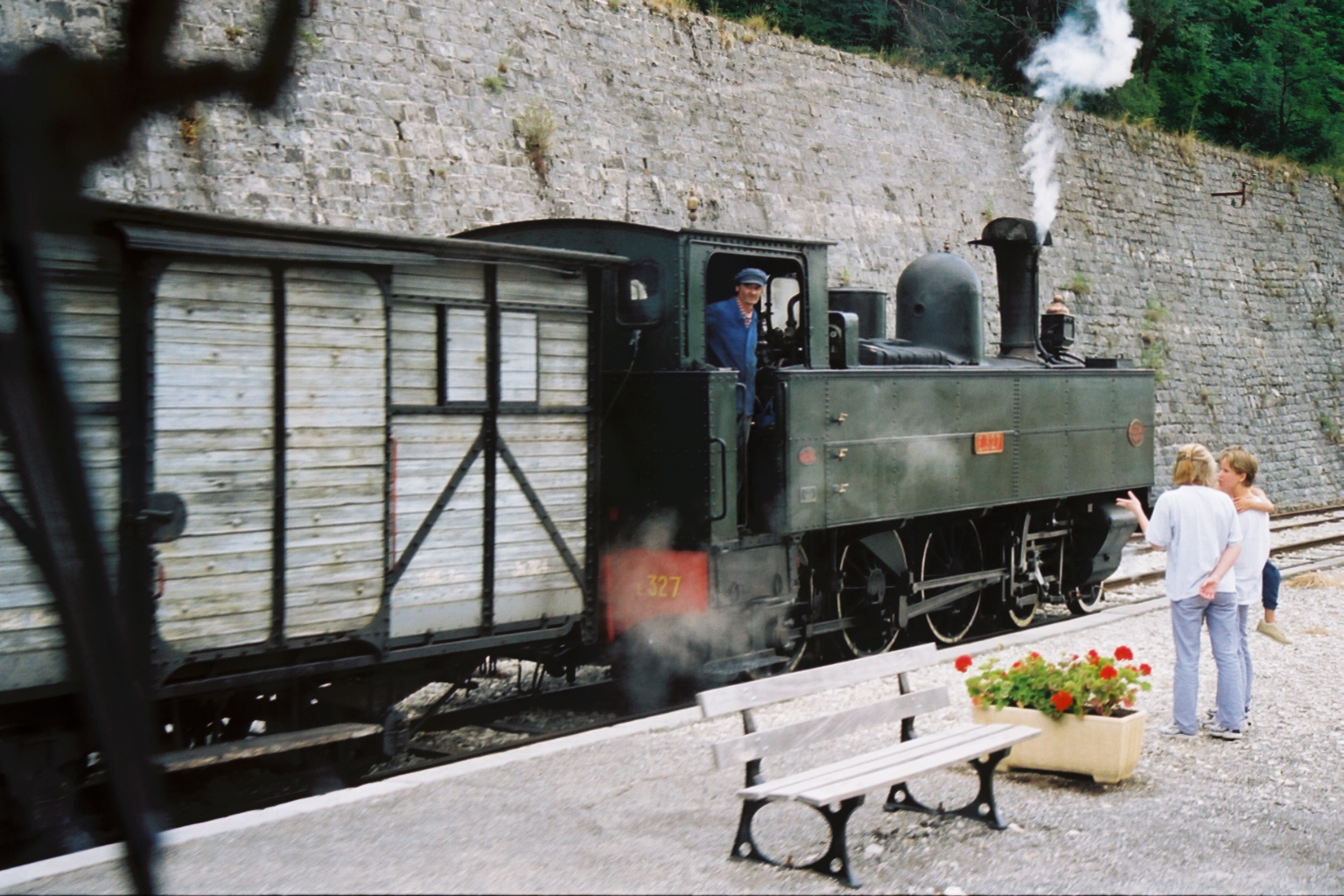
E 327 bei der Chemins de fer de Provence, 2006

Auf dem Streckennetz des Réseau Breton wurden ursprünglich Tenderlokomotiven mit der Achsfolge 1'C (2-6-0T) verwendet. Diese wurden später durch Mallet-Lokomotiven mit der Achsfolge (C)C (0-6-6-0T) ergänzt. Mit den 2'C-Tenderlokomotiven war beabsichtigt, die Geschwindigkeit der 1'C-Tenderlokomotiven mit der hohen Leistung der Mallet-Lokomotiven zu kombinieren, um diese im schnellen Personenverkehr einsetzen zu können.
Obwohl die Lokomotiven ursprünglich für den Einsatz auf den Bahnstrecken von Loudéac nach La Brohinière und von Carhaix nach Châteaulin bestimmt waren, wurden sie auf dem gesamten Netz eingesetzt.
Die ersten fünf Lokomotiven, die E 321 bis E 325, wurden im Jahre 1904 durch die Société Franco-Belge in Raismes mit den Werknummern 1443 bis 1447 hergestellt.
Da die Konzeption der Tenderlokomotiven erfolgreich war, wurden sieben weitere baugleiche Lokomotiven, die E 326 bis E 332, im Jahre 1909 durch die Compagnie de Fives-Lille pour constructions mécaniques et entreprises mit den Werknummern 3581 bis 3587 hergestellt.
2011 sind noch zwei Lokomotiven aus dem Baulos von Fives-Lille betriebsfähig erhalten.
Die E 327 wurde ursprünglich durch die Chemin de Fer du Vivarais erhalten. Jedoch war sie für das entsprechende Streckennetz, dass nur eine Achslast von acht Tonnen zulässt, nicht geeignet. Heute gehört die 1997 zur Französischen Chemins de fer de Provence überstellte Tenderlokomotive der Fédération de Amis des Chemins de Fer Secondaires und ist in Annot stationiert. Dort wird sie auf der Bahnstrecke Nice–Digne vor dem Train des Pignes eingesetzt.
Die E 332 wurde 1968 von der Schweizer Museumsbahn Blonay–Chamby zusammen mit den Personenwagen ABCFZ4 15 und AB4 90 sowie der Draisine Dm 2/2 3 übernommen, welche sie anfänglich auch einsetzte. Da sie für die bis zu 50 Promille steile Bahnstrecke Blonay–Chamby weniger geeignet war, wurde sie später nur noch ausgestellt und 2003 an die Chemin de Fer de la Baie de Somme verkauft. Diese arbeitete sie betriebsfähig auf und setzt sie seit 2009 wieder im Museumsbahnbetrieb ein.